# Sanhaya
Los sanhaya (en árabe: صنهاجة Ṣanhāğah‎, en lenguas bereberes: Iẓnagen, en francés: Sanhadja, en inglés: Sanhaja), también conocidos en castellano como azenegues,  zenagas, zeneguíes o cenhegíes, fueron un conjunto de tribus bereberes, aliadas en una confederación en la zona del Magreb con los zanatas y masmudas; de la palabra portuguesa Sanaga que daba nombre al río del mismo nombre del que deriva el nombre de Senegal. El significado de la palabra en bereber es "gente de los oasis". Su forma en singular es aznag, usado como apellido bastante común por muchos en varios países del Norte de África.
Se tiene constancia de su existencia en 1000 a. C., cuando migraron, posiblemente, de la zona norte-central de África hacia el este. El uso del camello fue fundamental para conquistar los territorios y desplazar hacia el sur a mucha de la población negra que habitaba la zona. El nombre de los modernos zenaga derivaría de la forma bereber iznagen para los sanhaya. Fueron llamados “pardos” por el navegante italiano Ca da Mosto, que navegando a la orden del infante D. Enrique pasó por el reino en 1455. El nombre respondía a la menor intensidad de la pigmentación de la piel de los sanhaya con respecto a sus vecinos del sur. En el siglo XV los documentos de los primeros navegantes portugueses los citan por su nombre en plural azenegues. Refieren a las tribus sanhaya del río Senegal y de las tierras occidentales de Mauritania. Los describen como seguidores de la religión islámica y destacan su potencial como comerciantes con los pueblos del sur.

## Historia
Se instalaron, probablemente en torno al siglo III, empujados por los romanos, en la zona noroccidental del Sáhara, junto con sus tradicionales rivales, los bereberes cenetes. Desplazaron del territorio a las poblaciones de piel más oscura, los haratin, que lo habían dominado hasta entonces. En esta migración tuvo gran importancia el empleo del camello, que se introdujo por primera vez en esta región. El avance siguió fundamentalmente la dirección noreste-suroeste, paralela al gran macizo montañoso del Atlas y alcanzó el río Níger. Ocupaban, pues, hasta la llegada de las tribus islámicas, el noroeste del Sáhara y Sudán hasta la desembocadura del río Senegal por el sur y parte de Níger. 
Enfrentados al Imperio de Ghana de los soninké, llegaron a arrebatarle la localidad de Audagost, que hicieron su capital. Islamizados someramente, emplearon la motivación religiosa para continuar las guerras con los países negros de la zona, aunque estas contiendas tenían también motivos de seguridad y económicos. Su actividad principal era la cría de ganado y la participación en las rutas comerciales transaharianas, que en ocasiones también asaltaban. Las tribus rivales de los cenetes y masmudíes bloqueaban su acceso a las tierras marroquíes y a los pastos del Atlas.
Se subdividían en diversos grupos que ocupaban zonas adyacentes: los Sarta eran los más septentrionales y ocupaban los oasis del Bani; los targa se hallaban junto al río Draa; los gudala se encontraban junto al mar, pero se desplazaban entre el Draa y Siyilmasa; los massufa señoreaban entre esta y los territorios de Ghana; los lamta recorrían la zona del Sus y, a mediados del siglo XI, dominaban los oasis del monte Bani y el valle de la rambla del Nun; los Lamtuna, que recorrían la zona entre el Draa el Níger, era el grupo más meridional y el más importante entre los siglos IX y XI. En ese periodo, los lamtuna, gudala y massufa formaron una confederación.
En el siglo IX se asentaron también en la cordillera del Atlas, en las montañas del Rif, en la costa atlántica del actual Marruecos y zonas de Argelia. De ellas descienden las dinastías zirí y hammudí que controlaron Ifriqiya hasta el siglo XII y que gobernarían las taifas de Granada, Málaga y Algeciras hasta que fueron conquistadas por los almorávides.
En los inicios del siglo IX, la confederación controlaba las zonas de paso de las caravanas transaharianas hacia el Sudán y arrebataron al Imperio de Ghana de los soninké la importante ciudad comercial de Audagost, donde instalaron la capital de la liga tribal. En el siglo siguiente, la confederación entró en crisis, que permitió a los reinos negros del sur rehacerse y acosar a las tribus cenhegíes. A principios del siglo XI y para enfrentarse a este peligro, se restauró la alianza de las tres tribus mauritanas.
Se aliaron con los almorávides a mediados del siglo XI, participando con ellos en la conquista de Marruecos, oeste de Argelia, sur de Hispania y el Imperio de Ghana. Tomaron parte en la guerra de Char Bouba contra las invasiones de tribus árabes a mediados del siglo XVII, donde fueron derrotados. De los enfrentamientos con los Beni Hassan en esta guerra surgieron algunos mestizajes, a los que se atribuye ser los antepasados de los saharauis.
Con la expansión por el Magreb de los Banu Hilal, fueron gradualmente arabizados.> Muchas de las tribus que perviven en las zonas de antiguos asentamientos de los sanhaya han heredado parte de su cultura en la zona noroccidental de África.